# Paleocarcinophora
Paleocarcinophora – wymarły rodzaj owadów z rzędu skorków i podrzędu Neodermaptera, obejmujący tylko jeden znany gatunek: Paleocarcinophora lithophila.
Jedyny zaliczany do tego rodzaju gatunek opisany został w 1876 roku przez Samuela Hubbarda Scuddera jako Labidura lithophila. Opisu dokonano na podstawie skamieniałości znalezionych w Florissant w Kolorado (Stany Zjednoczone) i pochodzących z przełomu eocenu i oligocenu. W 1890 roku ten sam autor przeniósł go do nowego rodzaju Labiduromma. W 2010 roku Stylianos Chatzimanolis i Michael Engel dokonali rewizji rodzaju Labiduromma, wydzielając ten gatunek do monotypowego rodzaju Paleocarcinophora. Nazwa rodzajowa jest połączeniem greckiego słowa palaios („starodawny”) i nazwy rodzajowej Carcinophora.
Owad ten miał przedplecze mniej więcej tak szerokie jak długie. Pokrywy (tegminy) były stosunkowo krótkie, o prostych krawędziach bocznych i skośnych krawędziach tylnych. Przekształcone w szczypce przysadki odwłokowe miały długość wynoszącą w przybliżeniu ćwierć długości odwłoka. Ich ramiona były symetryczne, osadzone blisko siebie, do połowy długości zwężające się, w części wierzchołkowej silnie, prawie pod kątem prostym zakrzywione do wewnątrz, zaś na szczytach szeroko zaokrąglone.